# Hans Stubb
 (8 ottobre 1906 – 19 marzo 1973) è stato un calciatore tedesco, di ruolo difensore.